# Videž
Videž – wieś w Słowenii, w gminie Slovenska Bistrica. W 2018 roku liczyła 147 mieszkańców.